# Encyclopedia Astronautica
L'Encyclopedia Astronautica est un site web dédié à l'exploration spatiale. Il est créé en 1997 et alimenté par Mark Wade, un admirateur des voyages spatiaux. On peut y consulter un catalogue de véhicules, de technologies spatiales, d'astronautes et de vols spatiaux. Il contient de l'information sur la plupart des pays ayant eu un programme spatial.
En juillet 2011, le site web est mis hors ligne, car son créateur estime alors impossible de continuer en raison de multiples attaques par déni de service; pourtant, le site est restauré deux semaines plus tard.
En 2019, le site publie officiellement un arrêt de mise à jour tout en maintenant son adresse URL, afin que les entrées de l'encyclopédie demeurent accessibles aux usagers.